# Liste des ministres sud-africains de la Police
Les ministres de la Police d'Afrique du Sud sont compétents pour tous les sujets relatifs à l'ordre public et aux forces de sécurité intérieure et de maintien de l'ordre. Il supervise la police sud-africaine et la direction des plaintes. Le département ministériel de la police fut également connu sous les noms de : 
- Ministère de la loi et de l'ordre
- Ministère de la sureté et de la sécurité

Le département ministériel de la police a été fondé en 1966 à l'entrée en fonction du gouvernement Vorster. Avant 1994, les 10 bantoustans d'Afrique du Sud disposaient chacun de leur propre département ministériel de la police. Les services de police de ces 10 bantoustans ont été fusionnés en 1995 avec la police nationale d'Afrique du Sud au sein du service national de la police, sous la tutelle de l'actuel ministère de la police.
Le ministère est situé au 217 Pretorius Street, Van Erkom Building, Van Erkom Arcade à Pretoria. Il dispose de services déconcentrés dans chacun des chefs-lieux des provinces d'Afrique du Sud.

## Liste des ministres sud-africains de la police
| #   | Nom du ministre   |  | Nom du Ministère                                              | période                             | parti |
| --- | ----------------- |  | ------------------------------------------------------------- | ----------------------------------- | ----- |
| 1.  | John Vorster      |  | Ministre de la police et des prisons                          | 1966 - 1968                         | NP    |
| 2.  | Lourens Muller    |  | Ministre de la police                                         | 1968 - 1974                         | NP    |
| 3.  | Jimmy Kruger      |  | Ministre des Prisons, de la Justice et de la Police           | 1974 - 1979                         | NP    |
| 4.  | Louis Le Grange   |  | Ministre de la police Ministre de la loi et de l'ordre        | 1979 - 1982 - 1986                  | NP    |
| 5.  | Adriaan Vlok      |  | Ministre de la loi et de l'ordre                              | 1986 - 1991                         | NP    |
| 6.  | Hernus Kriel      |  | Ministre de la loi et de l'ordre                              | 1991 - 1994                         | NP    |
| 7.  | Sydney Mufamadi   |  | Ministre de la sureté et de la sécurité                       | 1994 - 1999                         | ANC   |
| 8.  | Steve Tshwete     |  | Ministre de la sureté et de la sécurité                       | 1999-2002                           | ANC   |
| 9.  | Charles Nqakula   |  | Ministre de la sureté et de la sécurité                       | 2002-2008                           | ANC   |
| 10. | Nathi Mthethwa    |  | Ministre de la sureté et de la sécurité Ministre de la police | 2008-2009 10 mai 2009 - 25 mai 2014 | ANC   |
| 11. | Nkosinathi Nhleko |  | Ministre de la police                                         | 25 mai 2014 - 31 mars 2017          | ANC   |
| 12. | Fikile Mbalula    |  | Ministre de la police                                         | 31 mars 2017 - 28 février 2018      | ANC   |
| 13. | Bheki Cele        |  | Ministre de la police                                         | 28 février 2018 - 17 juin 2024      | ANC   |
| 14. | Senzo Mchunu      |  | Ministre de la police                                         | Depuis le 3 juillet 2024            | ANC   |